# Sonex, Ltd.

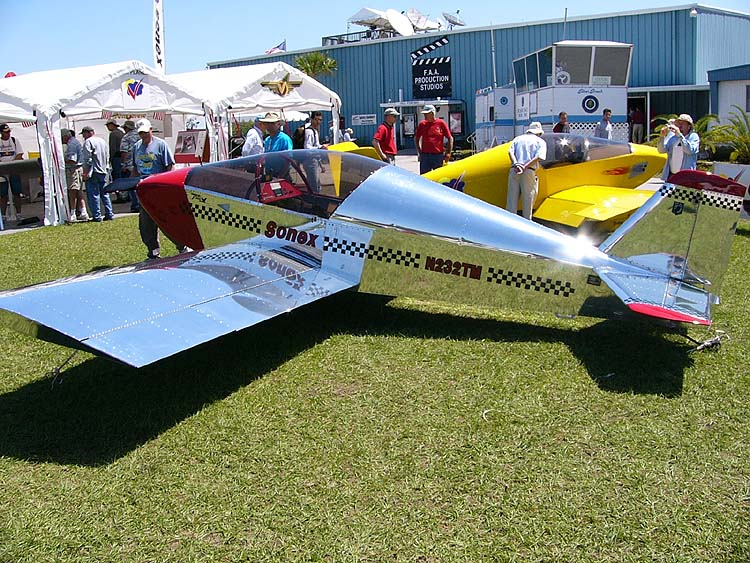
Un Sonex à l'exposition de Sonex à Sun 'n Fun, un salon de l'aéronautique en Floride

Sonex, Ltd. est un avionneur américain situé à Oshkosh, dans le Wisconsin. Il fabrique les pièces et les plans de sept avions amateurs (avions montés par l'acheteur) rn 2023, les trois premiers étant le Sonex, le Waiex et le Xenos. Le fondateur de cette société est John Monnet, un ingénieur décédé en 2015 qui a conçu le Monnet Sonerai, le Monnet Monerai (un planeur), le Monnet Moni (un motoplaneur) et le Monnet Monex (un avion de course).

## Les avions
- Le Sonex : l'avion original, avec les ailes à la base de l'avion.
- Le Waiex : un avion identique au Sonex, mais dont la queue a la forme d'un "Y".
- Le Sonerai : un avion tout aussi identique au Sonex, mais dont les ailes sont plus longue. C'est un motoplaneur.
- Le Onex : un avion à une place, qui est similaire au Sonex.  Les ailes de cet avion sont pliantes.

## Nouveau projet
Appelé E-Flight, ce projet fait des recherches sur l'éthanol, et les propulsions alternatives.